# Rissoidae

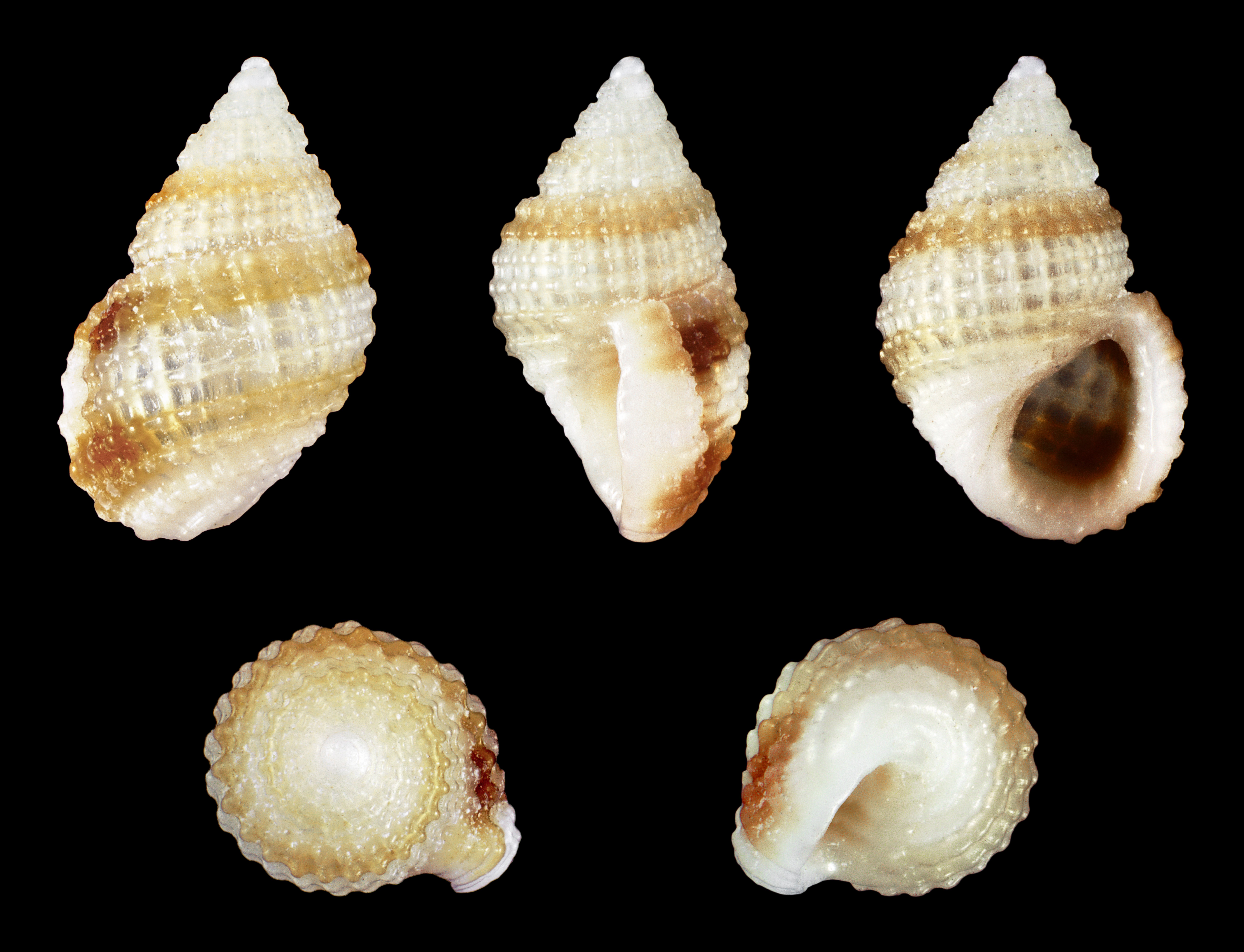
Alvania cimex

Rissoidae Gray, 1847 è una famiglia di molluschi gasteropodi della sottoclasse Caenogastropoda.

## Descrizione
I Rissoidae sono una delle principali famiglie di microgasteropodi marini. Nonostante il fatto che comprendano oltre 1.200 specie sono poco conosciuti.
Le conchiglie dei Rissoidae possono avere forme e dimensioni molto variabili e pertanto non costituiscono un carattere distintivo significativo per la famiglia. Generalmente la forma della conchiglia varia da globosa ad alta e snella, e la scultura varia da elementi a spirale e assiali quasi assenti a forti. Il colore è generalmente bianco, ma alcune specie sono uniformemente marroni e alcune sono a bande marroni e bianche. La presenza di un canale anteriore e di un'apertura con un peristoma duplicato sono stati considerati caratteri significativi all'interno dei Rissoidae.
Un carattere significativo è costituito dalla presenza di un opercolo calcareo a spirale che in alcuni generi presenta dei pioli sulla superficie interna.
Il bordo del mantello è semplice ma un tentacolo palliale può essere presente sul suo angolo anteriore o posteriore o su entrambi. Due tentacoli sono presenti in diversi taxa della famiglia. In alcuni rissoidi si trovano anche singoli tentacoli anteriori o posteriori.
I tentacoli metapodiali si verificano in alcuni rissooidi e possono manifestarsi come un tentacolo largamente triangolare.<
La radula  è tipicamente tenioglossata con sette denti in ogni riga.
Fra i caratteri del sistema genitale femminile, la ghiandola dell'ovidotto superiore è un carattere chiave utilizzato per definire i Rissoidae e si trova in tutti i membri della famiglia.
Rissoidae sono molluschi epifunali cioè vivono sul substrato, piuttosto che in esso. Si trovano sulle alghe e in posizioni riparate sotto pietre o coralli e nelle fessure. Quelli che vivono di alghe si nutrono di diatomee o microalghe che vivono sul loro ospite macroalghe e sono generalmente altamente mobili. Quelli che vivono in posizioni riparate generalmente si nutrono di foraminiferi e sono meno mobili. Le specie di acque profonde probabilmente si alimentano di detriti.
I rappresentanti di questa famiglia si trovano in tutto il mondo, dalle acque polari ai tropici e dall'intertidale al mare profondo. Possono essere abbondanti nelle zone litorale e sublitorale, specialmente nel Mar Mediterraneo (es. Rissoa, Alvania, Pusillina, Setia) e nell'Atlantico nord-orientale, dove le loro larve costituiscono un'importante fonte di cibo per le giovani aringhe.
I Rissoidi hanno una vasta documentazione fossile che risale almeno al Giurassico inferiore.

## Tassonomia

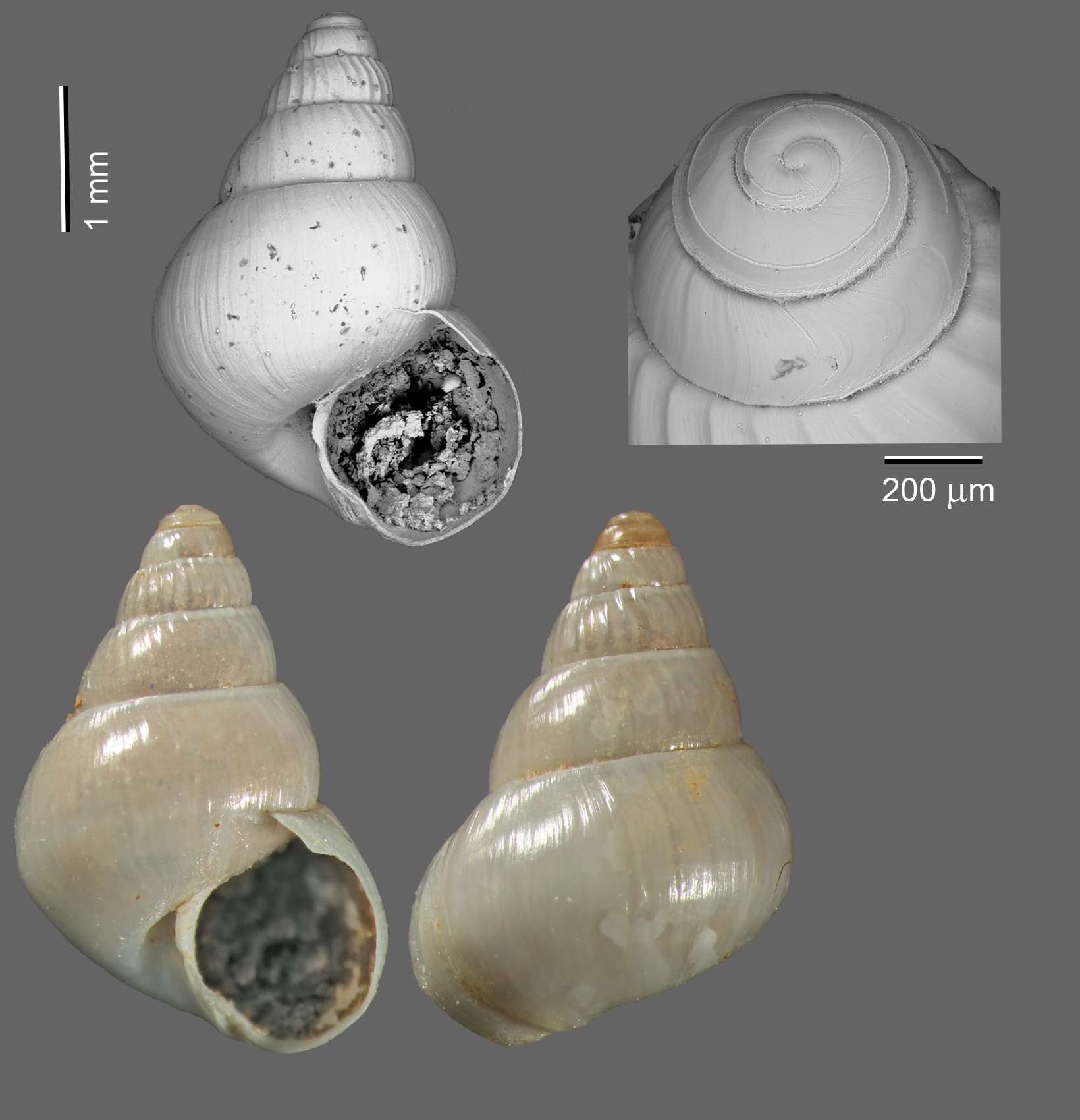
Benthonella tenella

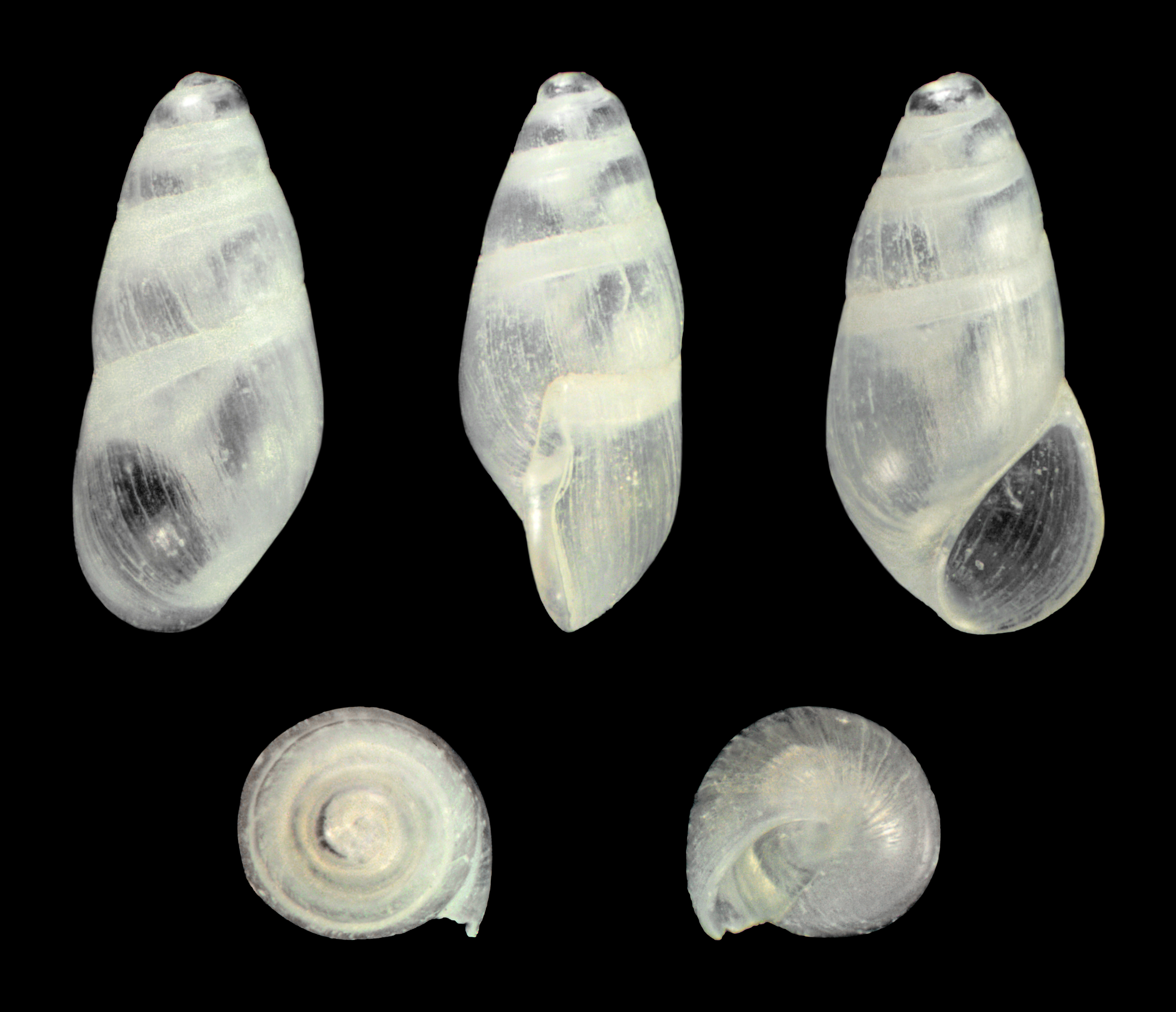
Botryphallus epidauricus

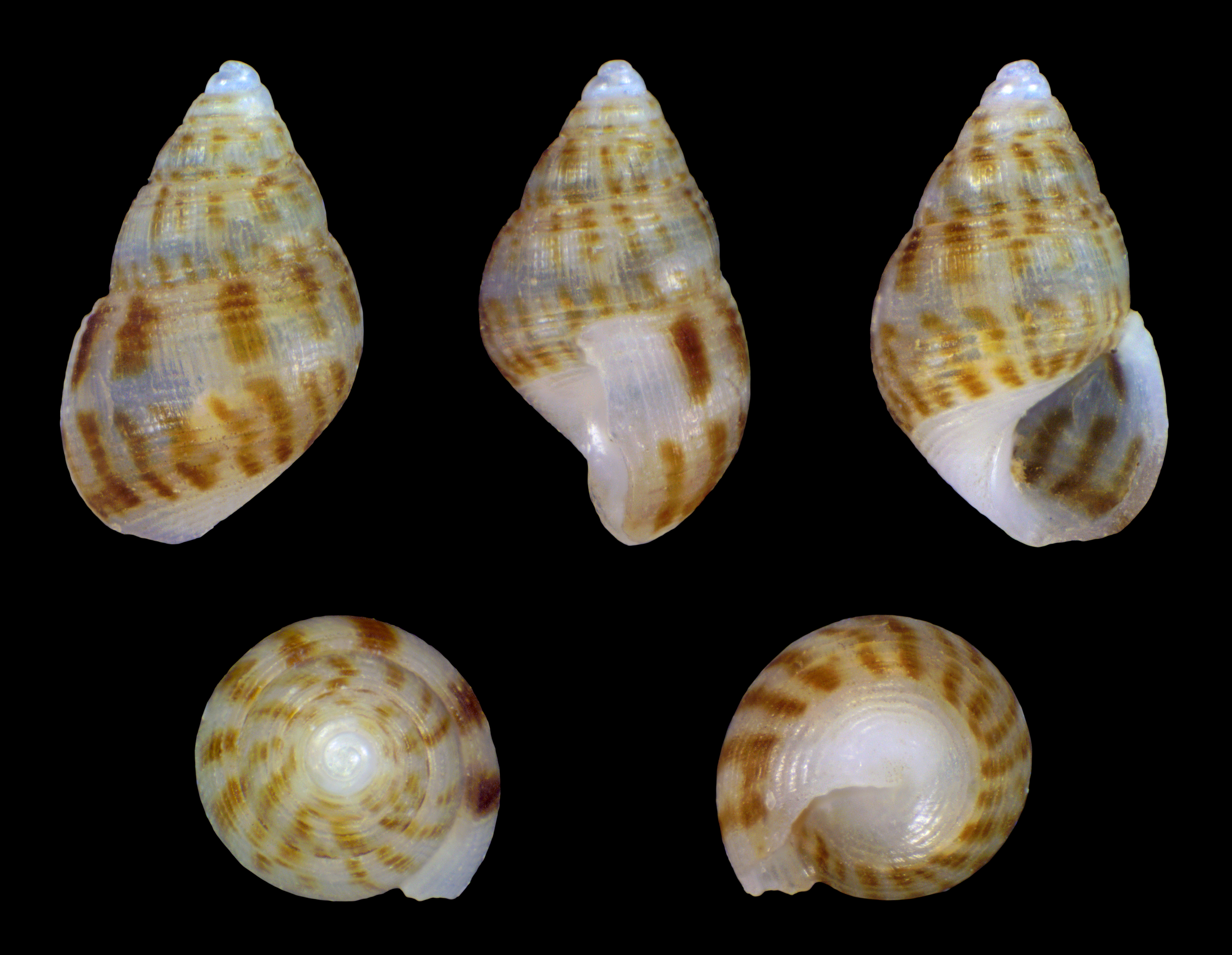
Crisilla semistriata

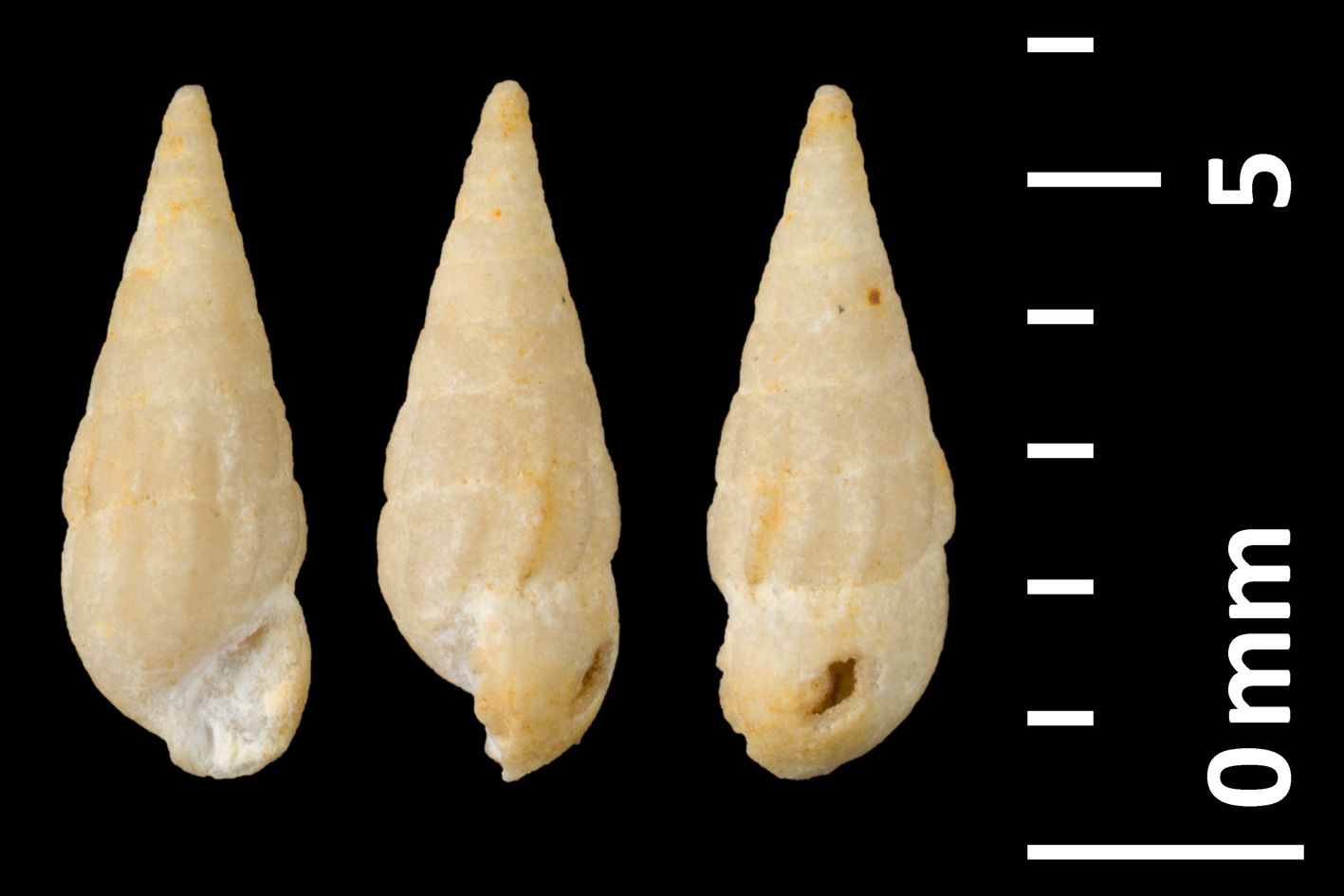
Hirsonella costifera

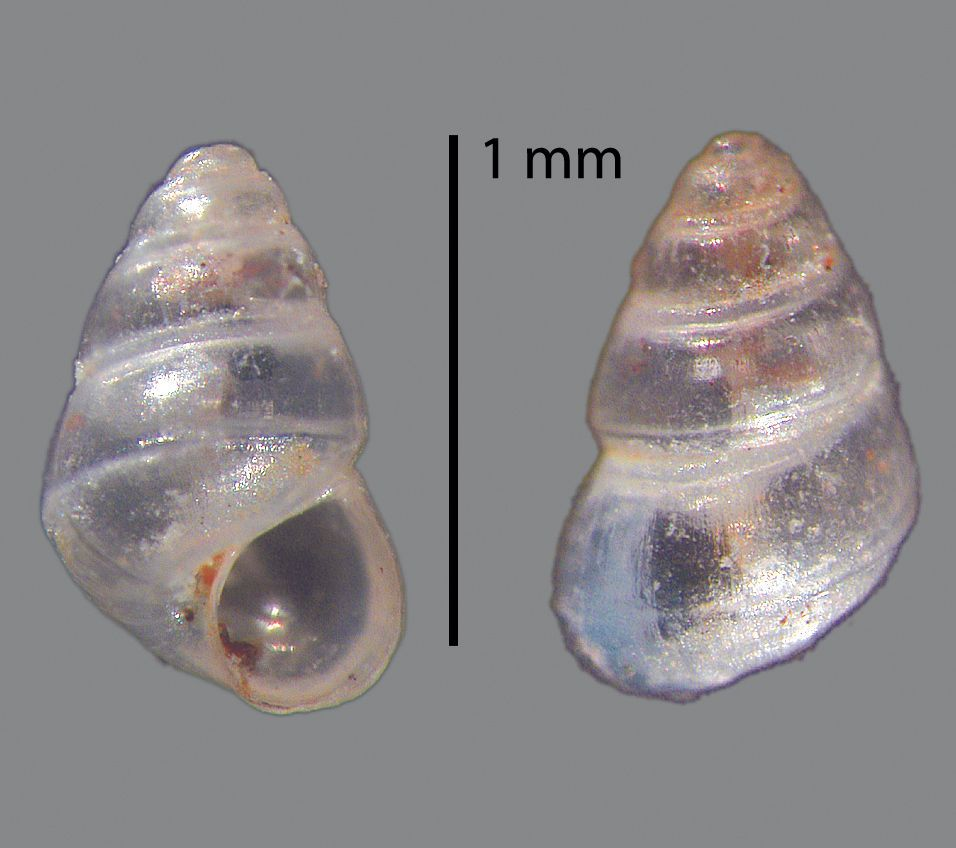
Lucidestea sp.

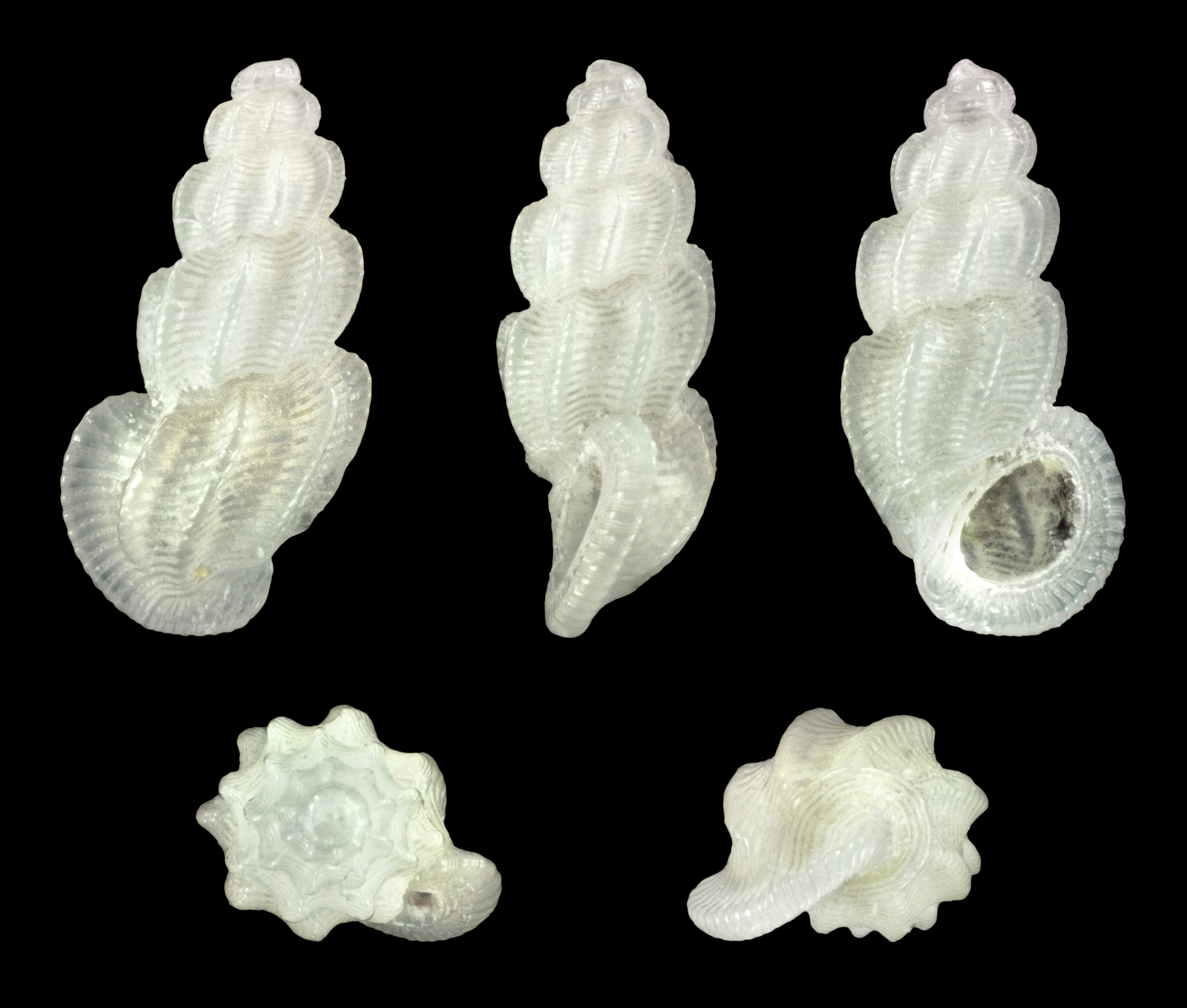
Manzonia crassa

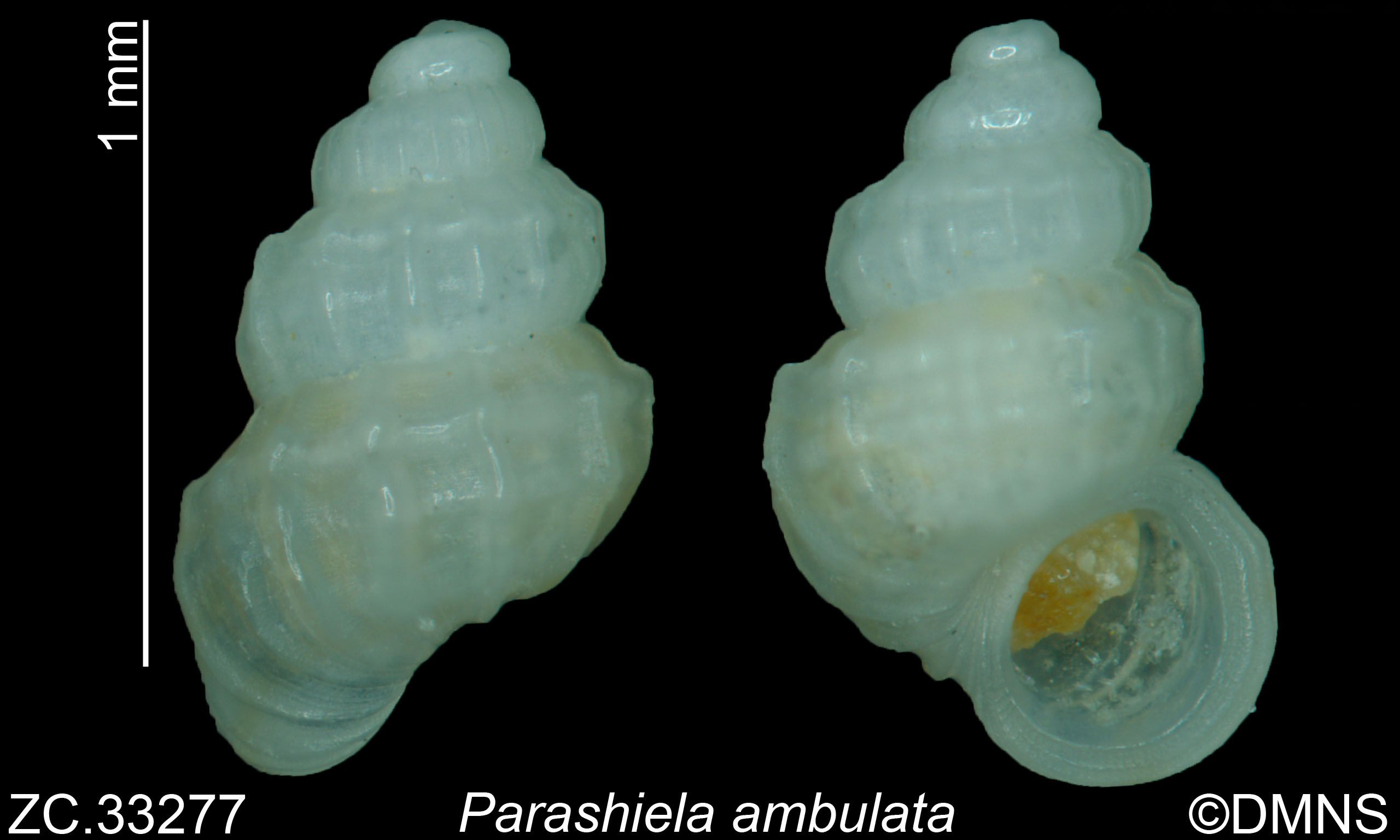
Parashiela ambulata

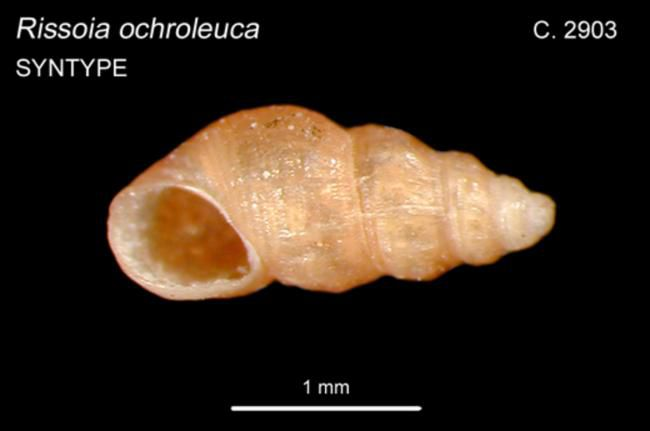
Subestea australiae

La classificazione di questa famiglia è stata a lungo dibattuta fino dal tempo della classificazione filigenetica dei caenogastropodi di Ponder e Lindberg del 1997. In tempi relativamente recenti una certa chiarezza è stata fatta a seguito di due studi pubblicati nel 2013 e 2017. Nel primo studio Criscione e Ponder hanno analizzato la monofilia della superfamiglia Rissooidea e delle famiglie componenti individuando i cladi monofiletici all'interno di essa. Nel secondo studio Criscione, Ponder ed altri hanno chiarito la posizione filogenetica dei Rissoidi e indagato le relazioni all'interno dei taxa di questa famiglia. Il risultato è che la famiglia Rissoidae è stata limitata a l'ex sottofamiglia Rissoinae con l'esclusione dei generi Merelina e Lironoba.
In accordo con quanto sopra il WoRMS riconosce per questa famiglia 46 generi per un totale di oltre 1.200 specie:
- Genere † Alsatia  Andreae, 1884
- Genere Alvania Risso, 1826
- Genere Amphirissoa Dautzenberg & Fischer, 1897
- Genere † Archaschenia Zhgenti, 1981
- Genere Benthonella Dall, 1889
- Genere Benthonellania Lozouet, 1990
- Genere Boreocingula Golikov and Kussakin, 1974
- Genere † Boreomica Guzhov, 2017
- Genere Botryphallus Ponder, 1990
- Genere † Calvadosiella Wenz, 1939
- Genere Cingula Fleming, 1828
- Genere Crisilla Monterosato, 1917
- Genere Frigidoalvania Waren, 1974
- Genere Galeodinopsis Sacco, 1895
- Genere Gofasia Bouchet & Warén, 1993
- Genere Haurakia Iredale, 1915
- Genere † Hirsonella J. C. Fischer, 1969
- Genere †  Ihungia Marwick, 1931
- Genere † Koskinakra Kadolsky, 2016
- Genere Lucidestea Laseron, 1956
- Genere Madeiranzonia Moolenbeek & Faber, 2007
- Genere Manzonia Brusina, 1870
- Genere † Mohrensternia Stoliczka, 1868
- Genere Obtusella Cossmann, 1921
- Genere Omanimerelina Moolenbeek & Bosch, 2007
- Genere Onoba H. Adams and A. Adams, 1852
- Genere † Paleoceratia Gründel, 1999
- Genere Parashiela Laseron, 1956
- Genere Peringiella Monterosato, 1878
- Genere Plagyostila Folin, 1872
- Genere Pontiturboella Sitnikova, Starobogatov, Anistratenko, 1992
- Genere Porosalvania Gofas, 2007
- Genere Powellisetia Powell, 1965
- Genere Pseudosetia Monterosato, 1884
- Genere Punctulum Jeffreys, 1884
- Genere Pusillina Monterosato, 1884
- Genere Pyrgosformisia Barros, S. Lima & D. Tenório, 2018
- Genere Quarkia Faber, 2009
- Genere Rissoa  Desmarest, 1814
- Genere Setia H. and A. Adams, 1852
- Genere Simulamerelina Ponder, 1985
- Genere Striatestea Powell, 1927
- Genere Subestea Cotton, 1944
- Genere Subonoba Iredale, 1915
- Genere † Thierachella J. C. Fischer, 1969
- Genere † Trochoturbella Cossmann, 1921
- Genere Voorwindia Ponder, 1985
- Genere † Zhgentia Iljina, 2006